# Feliniopsis albiorbis
Feliniopsis albiorbis là một loài bướm đêm trong họ Noctuidae.